# Torre di Calafuria

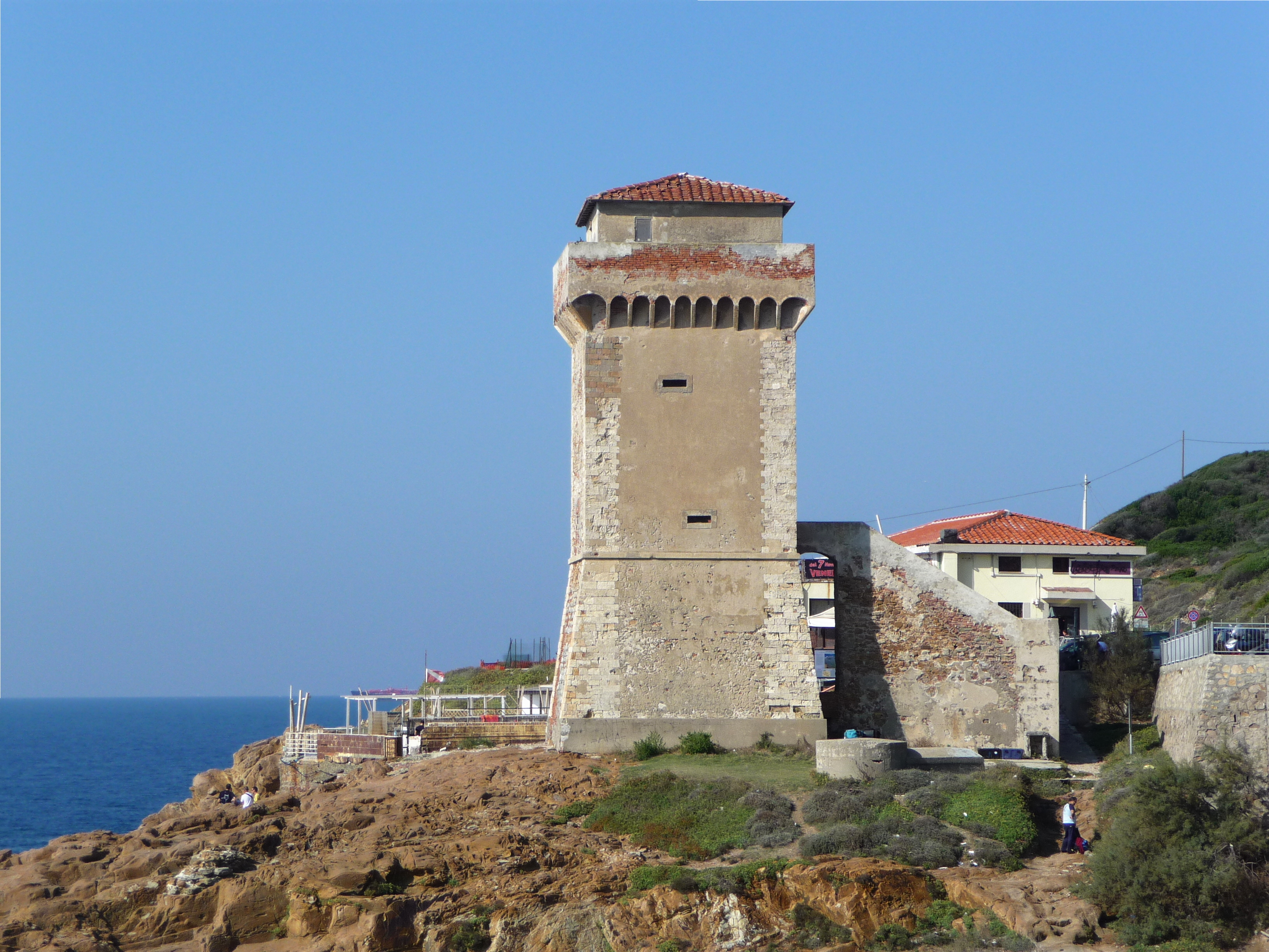
La torre

La torre di Calafuria è un'antica postazione d'avvistamento situata a Livorno, lungo il tratto di costa compreso tra il quartiere di Antignano e la frazione di Quercianella.

## Storia
Tra la fine del XVI e l'inizio del XVII secolo, la difesa della città di Livorno era affidata al possente sistema di fortificazioni realizzate intorno all'abitato (il Fosso Reale, la Fortezza Nuova e la Fortezza Vecchia) e ad una serie di torri d'avvistamento e avamposti militari posti lungo la costa e nell'entroterra.
Procedendo da nord a sud si trovavano infatti le torri di Porto Pisano (come quella del Magnale), la torre del Marzocco, quella del Mulinaccio presso il lazzaretto di San Rocco, il forte dei Cavalleggeri (dove oggi si apre la terrazza Mascagni), la torre di Ardenza (che fino alla seconda guerra mondiale si ergeva a margine della cosiddetta Rotonda), la torre di Villa Conti, quella di Campo al Lupo (scomparsa) e di Montenero, il castello di Antignano, ed infine, lungo nel breve tratto di costa de Il Romito, le torri del Maroccone o del Diavolo (integrata nel Boccale), di Calafuria e di San Salvatore (attuale castello Sonnino).
La presenza di ben tre torri nella zona de Il Romito è riconducibile alla natura particolarmente frastagliata del litorale: infatti da ogni torre era necessario poter scorgere quella adiacente in modo tale da trasmettere, per mezzo di fuochi, eventuali segnali di allerta fino alla città.
La torre di Calafuria si inseriva quindi in un complesso sistema difensivo che da Livorno si spingeva lungo la costa meridionale della sua attuale provincia.
La sua costruzione risale al XVI secolo ed in seguito, cessate le sue funzioni prettamente difensive, fu utilizzata dalla finanza per il controllo della costa.
Per questo motivo fu inoltre restaurata all'inizio del Novecento con la ricostruzione della copertura e del ballatoio perimetrale alla sommità, mentre nei pressi fu realizzato il maestoso ponte della ferrovia Tirrenica sulla gola di Calafuria.
Fino ai primi anni del Duemila, la torre ha ospitato lo studio del pittore labronico Alberto Fremura.

## Descrizione
La torre di Calafuria, nota anche come torre dei Mattaccini, si innalza lungo la via Aurelia, a breve distanza dal moderno ponte in cemento armato costruito nel dopoguerra accanto a quello della ferrovia Tirrenica.
L'edificio presenta una pianta quadrata, con un corpo di quasi 8 metri di lato sostenuto da un grande muraglione a scarpa; l'accesso si trova al di sopra di questo possente basamento.
La torre, alta circa 20 metri, è chiusa da un ballatoio aggettante e da una copertura a quattro falde inclinate.

## La torre nel cinema
La torre di Calafuria compare in diverse pellicole cinematografiche, quali Il pirata sono io! (1940), Calafuria (1943), La pazza gioia (2016). Nei pressi della torre avviene il tragico epilogo del film Il sorpasso (1962).